# Адольф (герцог Юлиха и Берга)
Адольф VII фон Юлих-Берг (нем. Adolf VII. von Jülich-Berg; ум. 14 июля 1437, Кёльн) — герцог Берга с 1408 года, герцог Юлиха (под именем Адольф I) с 1423 года. Граф Равенсберга в 1395—1402 годах. Сын герцога Вильгельма I Бергского и его жены Анны, дочери курфюрста Пфальца Рупрехта II и сестры германского короля Рупрехта I.
Адольф с юных лет оспаривал у отца права на герцогство Берг и в 1395 году получил во владение его часть — графство Равенсберг (отказался от него в 1402 году из-за опасений лишиться наследства).
В 1403 году вступил с отцом в открытую борьбу, захватил его в плен и некоторое время держал в заключении. Против Адольфа выступили соседние князья, которых поддержал его дядя — король Рупрехт. В итоге сын подчинился отцу и в 1408 году наследовал ему в качестве герцога Берга.
В 1414—1416 годах пытался силой оружия сделать своего брата Вильгельма кёльнским архиепископом, но безуспешно.
В 1401 году Адольф женился на Иоланте Барской. Когда в 1415 году погиб её брат герцог Эдуард III, не оставивший сыновей, Адольф хотел сделать своего сына герцогом Бара. Он вступил в войну с Рене Анжуйским, но в 1422 году попал в плен. Заплатил за освобождение большой выкуп и был вынужден отказаться от притязаний на Бар.
В 1423 году умер, не оставив сыновей, герцог Юлиха и Гельдерна Райнальд. Адольф, приходившийся ему родственником по мужской линии, предъявил свои права на наследство. Юлих ему удалось получить, но за гельдернское наследство началась война, закончившаяся уже после смерти Адольфа.
Иоланта Барская умерла в 1421 году, и в 1430 году Адольф женился на Елизавете Баварской, дочери Баварско-Мюнхенского герцога Эрнста. Детей в этом браке не было.
В 1431 году умер сын Адольфа от первого брака Рупрехт — его единственный наследник.
Адольф умер в 1437 году и был похоронен в зраме Альтенберга. Герцогом Юлиха и Берга стал его племянник — граф Равенсберга Герхард.